# コリン・グリーンランド

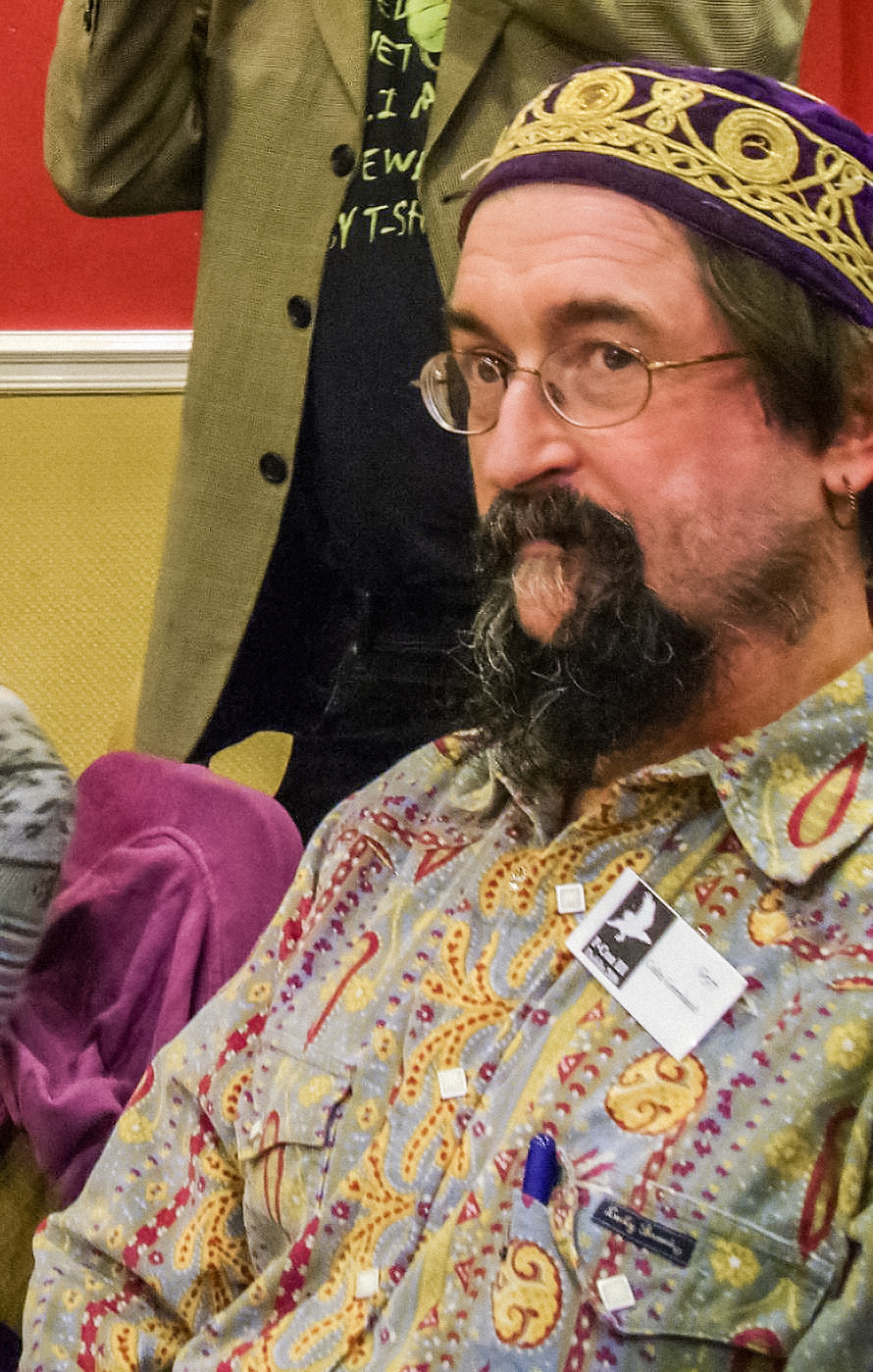
コリン・グリーンランド

コリン・グリーンランド（Colin Greenland、1954年5月17日 - ）は、イギリスのSF作家、SF批評家。1982年に処女作がFaber&Faber社のコンテストで第2位を獲得。代表作として知られる1990年の長編SF小説Take Back Plentyは、アーサー・C・クラーク賞、イースターコン（Eastercon）賞、英国SF協会賞を受賞した。
最初に出版されたグリーンランドの著書は、彼の博士論文「The Entropy Exhibition : Michael Moorcock and the UK New Wave」（エントロピー展 マイケル・ムアコックとイギリスのニュー・ウェーブ）をベースにした1983年のニュー・ウェーブ批評である。
小説分野でもっとも成功したものは、代表作Take Back Plentyをはじめとし、続編としてSeasons of Plenty (1995年)、The Plenty Principle (1997年) 、Mother of Plenty (1998年)が書かれたPlentyシリーズである。
小説以外の仕事では、ノンフィクションを発表しており、またサイエンス・フィクション財団（Science Fiction Foundation）での活動や、雑誌『インターゾーン』（Interzone）の編集委員もしている。
マイクロコン（Microcon）では、1988年、1989年、1993年、1994年の4度に渡ってゲストスピーカーをした。
妻は作家のスザンナ・クラークで、1996年から共に暮らしている。
ニール・ゲイマンとは親友で、ゲイマンの謝辞ページでしばしば言及されている。

## 書誌

### 長編
- Daybreak on a Different Mountain. London: Unwin Hyman, 1984. ISBN 0-04-823346-3
  - 邦訳『聖なる山の夜明け』佐藤高子訳　創元推理文庫
- The Hour of the Thin Ox. London: Unwin Hyman, 1987. ISBN 0-04-823341-2
- Other Voices. London: Unwin Hyman, 1988. ISBN 0-04-440165-5
- Plenty
  - Take Back Plenty. London: Unwin Hyman, 1990 (paper). ISBN 0-04-440265-1
  - Seasons of Plenty. London: HarperCollins, 1995. ISBN 0-00-224208-7
  - Mother of Plenty. London: HarperCollins Voyager, 1998 (paper). ISBN 0-00-649907-4
- Harm's Way. London: HarperCollins, 1993. ISBN 0-00-223916-7
- Spiritfeather. London: Orion, 2000 (paper). ISBN 1-85881-710-2
- Finding Helen. London: Black Swan, 2002 (paper). ISBN 0-552-77080-9

### 短編集
- The Plenty Principle. London: HarperCollins Voyager, 1997 (paper). ISBN 0-00-649906-6

### ノンフィクション
- The Entropy Exhibition: Michael Moorcock and the British 'New Wave' in Science Fiction. London: Routledge & Keegan, 1983. ISBN 0-7100-9310-1
- Storm Warnings: Science Fiction Confronts the Future, with Eric S. Rabkin and George E. Slusser. Carbondale, IL: Southern Illinois University Press, 1987. ISBN 0-8093-1376-6
- Michael Moorcock: Death is No Obstacle. Manchester: Savoy Books, 1992. ISBN 0-86130-087-4

### その他
- Interzone: The First Anthology, with John Clute and David Pringle. London: Everyman Fiction, 1985. ISBN 978-0-460-02294-1

## 外部サイト
- Colin Greenland - an infinity plus profile（英語）
- SF Hub: Colin Greenland archive （英語）
- Colin Greenland - Internet Speculative Fiction Database（英語）
- Colin Greenland Bibliography（英語）
- P-CON III: Guest Profile: Colin Greenland （英語）